# Aeropolis 2001
 (juin 2009).
Si vous disposez d'ouvrages ou d'articles de référence ou si vous connaissez des sites web de qualité traitant du thème abordé ici, merci de compléter l'article en donnant les références utiles à sa vérifiabilité et en les liant à la section « Notes et références ».
Aeropolis 2001 (en japonais : エアロポリス2001) est un projet de gratte-ciel proposé par la société Obayashi lors de la bulle immobilière japonaise, à la fin des années 1980. Situé dans la baie de Tokyo, il devait mesurer 2 001 mètres, compter 500 étages et fournir logements et habitations à 300 000 personnes. 

## Historique
En 1995, le projet revu prévoyait une hauteur de 2 079 mètres.